# Helicocranchia pfefferi
Helicocranchia pfefferi är en bläckfiskart som beskrevs av Anne Letitia Massy 1907. Helicocranchia pfefferi ingår i släktet Helicocranchia och familjen Cranchiidae. Inga underarter finns listade i Catalogue of Life.